# Ortakaraören, Seydişehir
Ortakaraören là một thị trấn thuộc huyện Seydişehir, tỉnh Konya, Thổ Nhĩ Kỳ. Dân số thời điểm năm 2011 là 3.181 người.